# Gleiszellen
Gleiszellen ist mit rund 450 Einwohnern der größere Ortsteil der Doppelgemeinde Gleiszellen-Gleishorbach im rheinland-pfälzischen Landkreis Südliche Weinstraße.

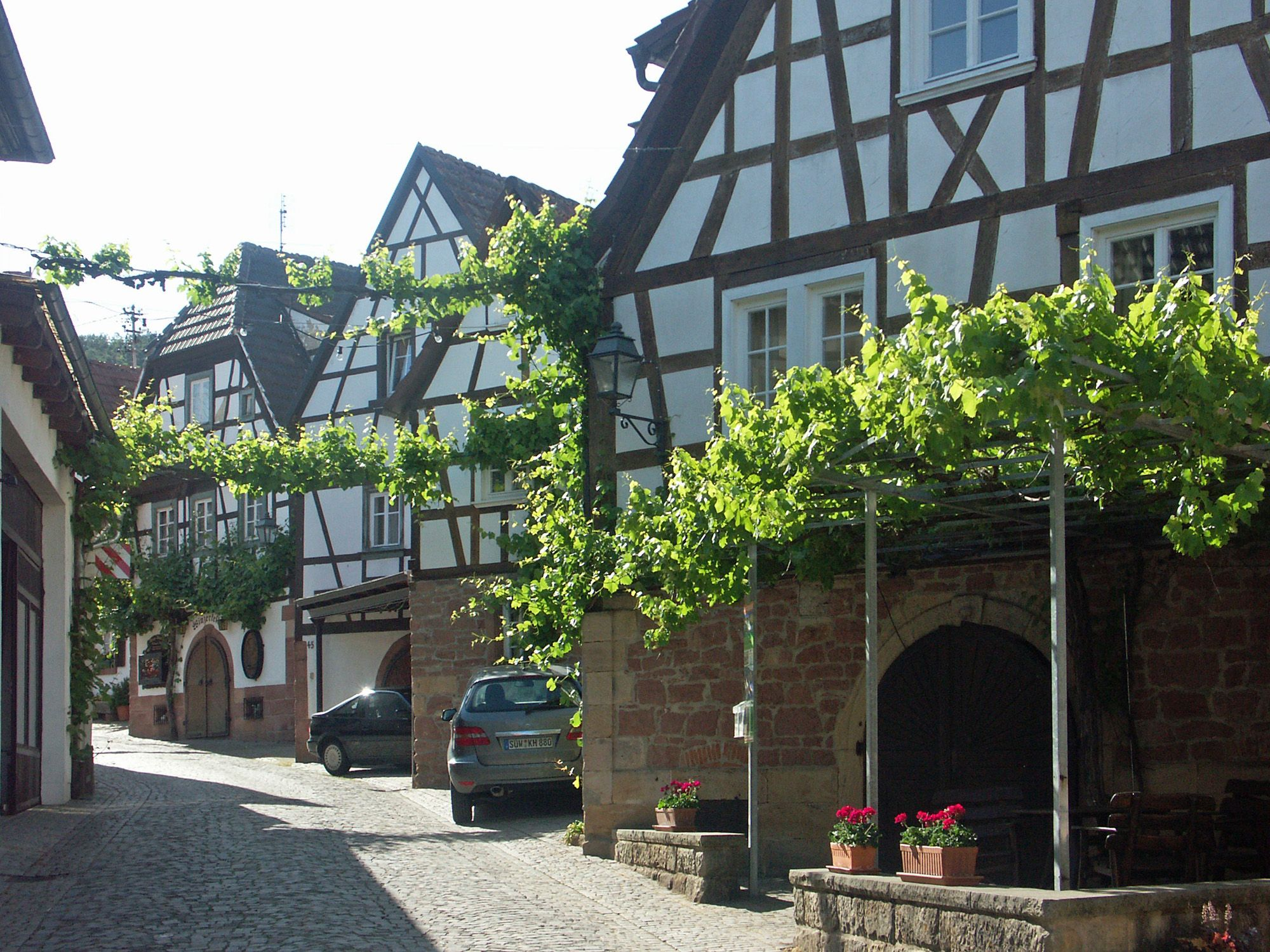
Gleiszellen

## Lage
Der Ort liegt im nördlichen Gemeindegebiet am östlichen Rand des Wasgau, wie der Südteil des Pfälzerwaldes genannt wird. Das Siedlungsgebiet ist fast vollständig von Weinbergen umgeben; dementsprechend bildet der Weinbau den Haupterwerbszweig des Ortes.

## Geschichte
Im Jahr 1136 wurde Gleiszellen als Glizencella erstmals urkundlich erwähnt.

## Verkehr
Gleiszellen ist über die Buslinie 540, die von Bad Bergzabern nach Landau verläuft, an das Nahverkehrsnetz angeschlossen. Nächstgelegener Bahnhalt ist der Bahnhof Bad Bergzabern.